# Comuna Strîjivka, Liubar
Strîjivka (în ucraineană Стрижівська сільська рада) este o comună în raionul Liubar, regiunea Jîtomîr, Ucraina, formată din satele Ivankivți, Starîi Liubar și Strîjivka (reședința).

## Demografie
Componența lingvistică a comunei Strîjivka
     Ucraineană (98,26%)
     Rusă (1,58%)
     Alte limbi (0,17%)
Conform recensământului din 2001, majoritatea populației comunei Strîjivka era vorbitoare de ucraineană (98,26%), existând în minoritate și vorbitori de rusă (1,58%).